# Henny van der Windt

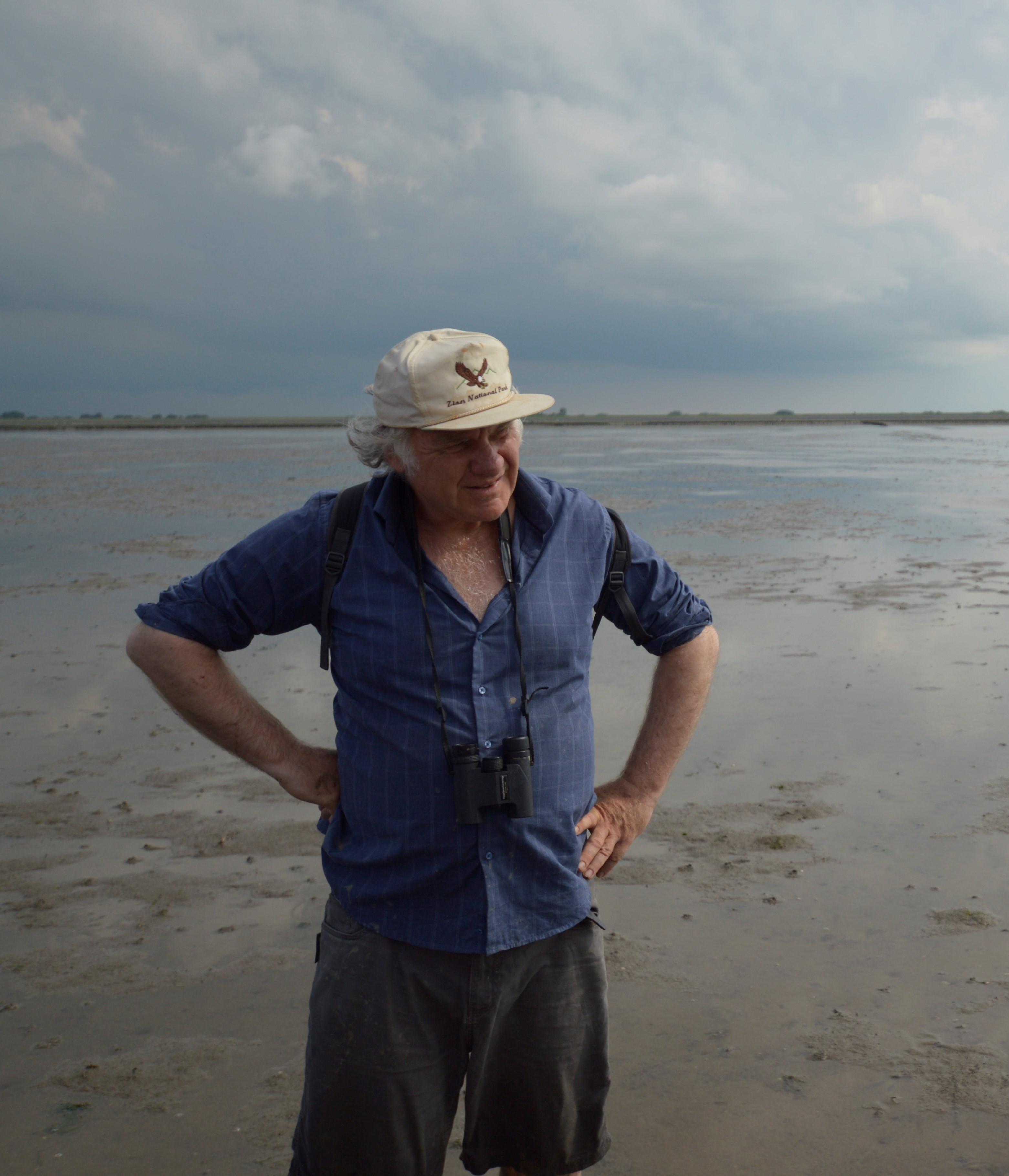
Henny van der Windt in 2021 tijdens een excursie in het Nederlandse waddengebied

Hendrik Johannes (Henny) van der Windt (Vlaardingen, 1955) is een Nederlands onderzoeker en docent, verbonden aan de Rijksuniversiteit Groningen. Hij is gespecialiseerd in de relatie duurzaamheid en wetenschap, en meer in het bijzonder de relatie tussen natuurbescherming en ecologie en die tussen energietechnologie, lokale energie-initiatieven en de energietransitie.

## Jeugd en studie
Van der Windt groeide op in Vlaardingen waar hij de HBS-B opleiding volgde. Ook was hij actief in het CAR en de Vlaardingse milieu-actiegroepen van scholieren. Daarna studeerde hij biologie (ecologie) aan de Rijksuniversiteit Groningen van 1972 tot 1981.

## Promotie en aanstelling
In 1995 promoveerde hij 
op het proefschrift "En dan: wat is natuur nog in dit land? : natuurbescherming in Nederland 1880-1990", onder meer over het beheer van de Waddenzee.
Op dat moment was hij aangesteld als wetenschappelijk medewerker bij de subfaculteit Biologie aan de Rijksuniversiteit Groningen. Na zijn promotie had hij enige jaren een postdoctorale aanstelling in het kader van het NWO-programma Ethiek en Beleid, waarbij hij onderzoek deed naar de verschillende dimensies van natuurbescherming. In het begin van het nieuwe millennium werd hij  universitair hoofddocent bij de Science & Society Group, die later opging in de eenheid Integrated Research on Energy, Environment & Society (IREES) van het onderzoeksinstituut ESRIG (Faculty of Science and Engineering).

## Onderzoek en onderwijs
Hij verrichtte in de loop van de jaren onderzoek naar onder meer genomica, voeding, natuurontwikkeling, energie en duurzaamheid. Hij combineerde in zijn onderzoek inzichten en benaderingen uit de biologie, milieukunde, wetenschapsdynamica en milieugeschiedenis. In toenemende mate werden  'natuurbescherming in relatie tot landbouw' en de 'energietransitie 'zijn belangrijkste onderzoeksthema's
Zijn onderwijstaken omvatten uiteenlopende vakken zoals het tweedejaarsonderwijs Wetenschap & Samenleving, de minor Future Planet Innovation en onderwijselementen binnen de mastertrack Science, Business & Policy en de masteropleiding Energie- en milieuwetenschappen.

## Publicaties
Van der Windt publiceerde naast wetenschappelijke en journalistieke artikelen, diverse beleidsgerichte rapporten. Ook was hij auteur of redacteur van enkele boeken of delen daarvan. Een selectie:
- 1995. En dan: wat is natuur nog in dit land?: natuurbescherming in Nederland 1880-1990. Boom.
- 2001. Een Spiegel der Wetenschap: 200 Jaar Koninklijk Natuurkundig Genootschap te Groningen. Met Adriaan Blaauw, Bert Boekschoten, Ulco Kooystra, Dick Leijenaar, Franck Smit, Kees Wiese & Marten van Wijhe. Profiel.
- 2005. Harmonie of diversiteit? In: Natuur en  Kunst: De Hoge Veluwe. Waanders.
- 2006. Een groene voorzitter, raadheer en bruggenbouwer: prof. H.J.L. Vonhoff als voorzitter van NP De Hoge Veluwe en de Natuurbeschermingsraad. Met Elio Pelzers. Waanders.
- 2008. Tussen dierenliefde en milieubeleid. Academia Press.
- 2012. Knocking on Doors: Boundary Objects in Ecological Conservation and Restoration. Met Sjaak Swart. In: Sustainability Science, The Emerging Paradigm and the Urban Environment, Springer.
- 2012. Parks without Wilderness, Wilderness without Parks? In: Civilizing Nature, National Parks in Global Historical Perspective. Berghahn.
- 2019. Community Energy Storage: Governance and Business Models. Met Binod Prasad Koirala, Rudi Hakvoort, en C.J. van Oost. In: Consumer, Prosumer, Prosumager, Elsevier
- 2021.  New Pathways for Community Energy and Storage. Met  Ellen van Oost, Binod Koirala en Esther van der Waal. MDPI.